# سیم‌سافاری
سیم‌سافاری (به انگلیسی: SimSafari) یک بازی رایانه‌ای منتشر شده توسط شرکت ماکسیس سافتویر است. این بازی در تاریخ ۴ مارس ۱۹۹۸ عرضه شده و سازنده آن ماکسیس سافتویر و طراح آن روکسانا ولسنگو است.